# Bitia e Poshtme
Bitia e Poshtme (albanska: Bitia e Poshtme, (serbiska: Donja Bitinja) är en by i Kosovo. Den ligger i kommunen Shtërpca. Enligt den senaste folkräkningen år 2011 fanns det 383 invånare.

## Demografi
| Demografi | 2011 |
| --------- | ---- |
| albaner   | 252  |
| serber    | 131  |